# Infiammazione acuta
L'infiammazione acuta è una risposta immediata e precoce a uno stimolo lesivo. È una reazione vascolare e cellulare al danno tissutale. Si caratterizza per:
- modificazioni vascolari;
- passaggio dei leucociti dal letto capillare al tessuto leso;
- migrazione dei leucociti all'interno del tessuto soggetto al processo flogistico, in seguito a stimoli chemiotattici.

Queste fasi portano alla formazione di un essudato, fluido ricco di sostanze proteiche e cellule, con la finalità di contrastare, nell'area lesa, l'agente lesivo.

## Stimoli lesivi
Le infiammazioni acute sono scatenate da diverse tipologie di stimoli lesivi.
- Le infezioni, di qualsiasi tipo, sono uno degli stimoli più comuni per l'insorgenza dell'infiammazione, spesso le tossine prodotte dai patogeni sono una delle cause principali di infiammazione. I recettori TLR (Toll-like receptors) sono in grado di riconoscere organismi estranei (non-self) e scatenare la risposta immunitaria con conseguente infiammazione.
- La risposta immunitaria è un'altra causa principale di infiammazione. Essa può avvenire in seguito all'infezione da parte di un organismo patogeno con rilascio di sostanze proinfiammatorie (citochine, leucotrieni,...) ma in condizioni patologiche può essere anche diretta verso cellule self facendo insorgere una malattia autoimmune (malattia autoimmune) ; spesso questa tipologia di malattia determina infiammazione cronica. In alternativa, si possono avere risposte immunitarie non regolate ed eccessive che oltre a uccidere i patogeni arrecano danno anche alle cellule circostanti.
- La necrosi, a differenza dell'apoptosi, provoca pressoché in tutti i casi infiammazione acuta nei tessuti circostanti[non chiaro] poiché rilascia numerose molecole proinfiammatorie quando libere al di fuori della cellula, come per esempio ATP e acido urico.
- L'ipossia. tramite il rilascio di HIF-1α (Hypoxia Induced Factor-1α) da parte delle cellule che subiscono una forte riduzione dell'apporto di ossigeno. Tale proteina agisce quale fattore di trascrizione per proteine pro-infiammatorie o coinvolte nell'infiammazione come VEGF (Vascular Endothelial Growth Factor). (Ipossia)
- I corpi estranei di tutti i tipi possono indurre infiammazione a causa di lesioni tissutali o infezioni.

## Segni cardinali di infiammazione acuta
- calor: aumento della temperatura in seguito all'ipertermia e ad un aumento del metabolismo cellulare
- rubor: arrossamento dovuto all'aumento di sangue nell'area
- tumor: rigonfiamento dovuto all'edema
- dolor: dolore per alterazioni biochimiche locali
- functio laesa: inibizione della funzionalità dell'area colpita (specie se si tratta di un'articolazione) a causa del dolore e degli squilibri indotti dai meccanismi facilitatori dell'infiammazione (es. edema) sull'integrità delle strutture infiammate.

## Patogenesi

### Alterazioni dei vasi sanguigni
Le prime modificazioni che si verificano per generare un'infiammazione sono a carico dei vasi sanguigni di calibro minore cioè arteriole, venule e capillari. Si può dire che gli eventi che avvengono a livello vascolare sono volti a spingere la migrazione di cellule del sistema immunitario verso il distretto interessato dall'infezione o dalla lesione, a questo fenomeno si associa la perdita di proteine plasmatiche che fuoriescono dalla circolazione sanguigna invadendo i tessuti extravascolari.

#### Vasocostrizione
La vasocostrizione con modificazioni di flusso è la prima manifestazione di un'infiammazione acuta. Generalmente è transitoria, incostante, dura da pochi secondi fino a qualche minuto e non è sempre presente. Interessa arteriole pre-capillari nelle immediate vicinanze della zona colpita e dipende dalla liberazione di sostanze vasocostrittrici di tipo catecolamminico (adrenalina, noradrenalina) e dalla serotonina.

#### Vasodilatazione o iperemia attiva
Inizia con il rilascio degli sfinteri arteriolari ed è successivamente sostenuta dall'apertura di nuovi letti capillari e dalla chiusura degli shunt arterovenosi fisiologicamente attivi a riposo. La vasodilatazione aumenta la quantità di sangue che rifornisce il tessuto leso (iperemia) ed è potenziata dall'aumento della permeabilità vascolare associata (vedi sotto). L'innesco ed il mantenimento della vasodilatazione sono dovuti al rilascio di mediatori rapidi come l'istamina o le prostaglandine e successivamente di mediatori lenti come IFN-γ, TNF-α, IL-1β, LPS, PAF. Questi ultimi stimolano l'espressione della sintetasi inducibile dell'ossido nitrico (iNos) a livello dell'endotelio vascolare. Al contrario l'istamina attraverso un aumento delle concentrazioni di calcio intracellulare determina l'attivazione (rapida) della NO sintasi costitutiva. Entrambe le isoforme di quest'ultimo enzima sono poi responsabili della sintesi di monossido di azoto (NO), un potentissimo vasodilatatore, che agisce sul muscolo liscio vascolare provocandone il rilassamento attraverso la mediazione di una guanilato ciclasi NO-dipendente. Quest'ultima genera guanosina monofosfato ciclica (cGMP), che a sua volta regola la funzione di numerosi enzimi e componenti cellulari coinvolti nella contrazione del muscolo liscio vascolare:
- inibisce la chinasi della catena leggera della miosina (MLCK)
- inibisce i recettori rianodici (RYR)
- attiva la proteina chinasi G (PKG), che a sua volta provoca un'attivazione della fosfatasi della catena leggera della miosina (MLCP: enzima antagonista di MLCK) e diminuisce le concentrazioni di calcio intracellulare (fondamentale per la contrazione del muscolo liscio)
- attiva la PGH-sintasi 1 e 2 favorendo il mantenimento dello stato infiammatorio e in ultima analisi della vasodilatazione.

L'aumento del calibro vascolare provoca:
- riduzione della velocità del flusso sanguigno (stasi): questa condizione favorisce il rolling leucocitario, rallenta l'eventuale diffusione di patogeni e favorisce l'adesione del complemento ai patogeni
- aumento della pressione transmurale con conseguente aumento della trasudazione vascolare e quindi del drenaggio linfatico (vedi Equazione di Starling).

L'aumento del drenaggio linfatico favorisce la presentazione antigenica.

#### Fase di rallentamento del circolo o iperemia passiva
Dopo la fuoriuscita di liquidi (essudazione) e di cellule (diapedesi) aumenta la viscosità del sangue, mentre diminuisce la velocità del flusso (stasi): nella zona infiammata i letti vascolari accolgono (come nelle fasi iniziali) più sangue della norma (iperemia), ma ciò è dovuto al rallentamento del circolo e al diminuito ritorno venoso (iperemia passiva) e non all'apertura di nuovi letti capillari (iperemia attiva). Le cause del diminuito ritorno venoso necessitano della compressione esercitata sulle venule da parte dell'edema, che ostacola così il passaggio di sangue provocando una riduzione della sua parte liquida ed un aumento relativo delle componenti solide.

#### Aumento della permeabilità vascolare
Altro segno distintivo dell'infiammazione acuta è l'aumento della permeabilità vascolare a livello del microcircolo nell'area di lesione, dando luogo alla fuoriuscita di essudato, attraverso 5 meccanismi:
- Danno diretto da agente patogeno => endotelio distrutto e Membrana Basale (MB) lassa; è una risposta immediata e mantenuta a lungo in tutti i tipi di vasi, fino a riparazione del danno.
- Tipo Istamina => contrazione delle cellule endoteliali + disgiunzione delle unioni intercellulari; è immediata e transitoria per azione degli stessi mediatori che favoriscono la vasodilatazione arteriolare, oltre a sostanze propriamente patogene, come l'endotossina, che stimola i fattori complemento (es: C5a), che a loro volta stimolano l'aumento della permeabilità, rinforzando la risposta flogistica.
- Lesione da Leucociti (o "Capillare tardiva") => per extravasazione leucocitaria, durante la transepitelizzazione dei leucociti, e la secrezione di ulteriori mediatori cellulari e proteolitici; la risposta è tardiva e prolungata.

Inoltre, essendo principalmente a carico della componente capillare, il protrarsi del processo infiammatorio altera il normale equilibrio di scambi gassosi e idrici tra interstizio e microcircolo tale da produrre, insieme ad elementi di cui sopra e altri, la classica istolesività associata alla flogosi.
- Transcitosi (o citopempsi) aumentata => aumento della mobilità delle caveole transmembranarie, via preferenziale del plasma, favorendo il passaggio di materiale idrosolubile attraverso la MB.
- Neoangiogenesi => formazione di nuovi abbozzi vascolari durante la riparazione tissutale, delicati e facilmente emorragici fino alla formazione di nuove unioni intercellulari.

L'essudato è una miscela di liquidi plasmatici ricchi di proteine plasmatiche e/o cellule (per lo più infiammatorie, come neutrofili e mononucleati, ma anche eritrociti), fuoriuscita dai vasi, per l'aumento della permeabilità capillare e iperemia attiva, ai tessuti o alle cavità sierose. Questo provoca edema infiammatorio. L'aumento della permeabilità è contemporaneo alla vasodilatazione che porta ad un aumento della massa di sangue presente e la pressione che esso esercita sulle pareti con aumento della permeabilità. L'aumento della pressione idrostatica e la diminuzione della pressione colloido-osmotica determinano:
1. dilatazione delle arteriole (aumento del flusso di liquidi verso l'esterno),
2. apertura del letto capillare,
3. dilatazione venulare che porta ad un aumento del flusso di liquidi verso l'esterno.

### Migrazione dei leucociti nella sede d'infiammazione
Le due categorie più importanti di leucociti coinvolte nel processo infiammatorio sono i granulociti neutrofili e i macrofagi (monociti nel flusso sanguigno), tuttavia, a seconda dello stimolo infiammatorio possono essere coinvolte altre classi di leucociti come i linfociti, i granulociti eosinofili e basofili o mastociti. Una funzione fondamentale dell'infiammazione è quella di permettere ai leucociti di giungere nella sede del danno e, quindi, di fagocitare agenti lesivi, uccidere batteri, degradare il tessuto necrotico e gli agenti estranei. Questo processo richiede l'attraversamento dell'endotelio vascolare delle venule post-capillari, che avviene in cinque fasi: la marginazione, il rotolamento, l'adesione, la diapedesi e la chemiotassi.
Normalmente il flusso sanguigno all'interno delle venule può essere descritto in modo approssimativo come composto di una colonna centrale in cui decorrono gli eritrociti e di uno spazio circostante prossimo alla parete endoteliale in cui decorrono prevalentemente leucociti di ogni tipo. La stasi ematica, una delle alterazioni che si verificano nel processo infiammatorio in conseguenza dell'aumento del calibro delle venule e dei letti capillari, favorisce la diminuzione di tensione delle pareti dei vasi sanguigni, ne consegue che molti più leucociti vengono confinati in prossimità dell'endotelio determinando quel fenomeno noto come marginazione. La stretta vicinanza con la parete endoteliale determina per i leucociti maggiori probabilità di adesione alla parete dell'endotelio qualora le cellule endoteliali e i leucociti stessi siano attivati da citochine. In tal caso i leucociti tendono a legarsi più volte ma in modo transitorio alle cellule endoteliali con legami deboli che vengono generalmente distrutti dal flusso sanguigno impedendo al leucocita l'adesione e facendolo rotolare lungo la parete del vaso (rotolamento). Il rotolamento dei leucociti è determinato da una classe di proteine di adesione note come selectine e dai loro ligandi specifici e complementari, espressi sia dall'endotelio che dai leucociti.
I leucociti esprimono L-selectina, i cui ligandi sulla superficie della membrana plasmatica delle cellule endoteliali sono GlyCam-1 (Glycosylation-dependent Cell adhesion molecule-1) e CD34. Le cellule endoteliali esprimono E-selectina e P-selectina, il cui ligando espresso dai leucociti è una proteina modificata con sialil-Lewis X. La P-selectina è conservata all'interno delle cellule endoteliali nei granuli chiamati corpi di Weibel-Palade e viene traslocata sul polo vasale membrana plasmatica sotto stimolazione da parte di istamina, trombina e fattore di attivazione delle piastrine (PAF). L'espressione delle altre selectine è mediata dalle citochine TNF (tumour necrosis factor) e IL-1, che vengono secrete prevalentemente dai macrofagi durante l'infiammazione. Il rotolamento dei leucociti li rallenta e permette la fase successiva, l'adesione, mediata da proteine eterodimeriche presenti sulla superficie leucocitaria note come integrine e dai loro ligandi sull'endotelio. Le integrine collocate sulla membrana dei leucociti si trovano normalmente in uno stato a bassa affinità. L'aumento dell'affinità di queste proteine avviene ad opera delle chemochine secrete anch'esse dai macrofagi e da altri leucociti durante il processo flogistico, che si legano ai proteoglicani dell'endotelio e quindi attivano le integrine dei leucociti. Le integrine più rappresentate sono LFA-1 e Mac-1 nei granulociti neutrofili, nei linfociti e nei monociti e VLA-4 nei granulociti eosinofili, monociti e linfociti. I loro ligandi sono rispettivamente ICAM-1 (inter-cellular adesion molecule-1) e VCAM-1 (vascular cell adhesion molecule-1), la cui espressione è stimolata ancora una volta da TNF e IL-1.
L'interazione tra integrine e i loro ligandi permette l'adesione dei leucociti alla parete endoteliale. Una volta adesi all'endotelio i leucociti sono attirati verso la sede d'infezione dal gradiente di concentrazione delle chemochine, prodotte da altre cellule mediatrici della risposta infiammatoria. Prima di giungere in sede, però, devono migrare attraverso l'endotelio e la sua lamina basale tramite un processo che prende il nome di diapedesi e che si verifica prevalentemente nelle venule. I leucociti migrano attraverso l'endotelio a livello delle giunzioni intercellulari tra cellule endoteliali che durante il processo flogistico risultano generalmente allargate a causa della retrazione delle cellule endoteliali indotta da istamina e ossido d'azoto oppure per danno diretto dell'endotelio. La migrazione avviene tramite diverse molecole di adesione, tra cui una delle più note è PECAM-1, espressa sia sulle giunzioni intercellulari dell'endotelio che sui leucociti. La membrana basale viene attraversata mediante la secrezione di collagenasi, che la degrada. Giunti nello spazio extracellulare migrano verso la sede di lesione seguendo il gradiente di concentrazione delle chemochine (chemiotassi) e facendosi strada attraverso la matrice extracellulare mediante legami con i proteoglicani.
Le chemochine sono un gruppo eterogeneo di molecole esogene ed endogene che attirano i leucociti. Tra le esogene vi sono ad esempio il lipopolisaccaride (LPS) di molti batteri, peptidi contenenti l'amminoacido N-formilmetionina (presente solo nei batteri e nei mitocondri); tra le endogene alcune citochine (come IL-8), proteine del complemento, leucotriene B4. Queste molecole raggiungono il leucocita e si legano a specifici recettori sulla sua superficie, appartenenti generalmente ai GPCR (recettori accoppiati a proteine G) i quali attraverso diverse vie di segnalazione generano secondi messaggeri che convergono sulla proteina Rho e simili GTPasi (Rac, cdc42). Queste proteine G sono fondamentali per la polimerizzazione dell'actina G nei filamenti di actina F e siccome questa proteina è la principale responsabile assieme alla miosina del movimento cellulare dei leucociti, ne permettono la migrazione sino alla sede di lesione. Generalmente l'actina costituisce l'impalcatura dei filopodi e ne permette l'estensione nel senso di marcia del leucocita. I filopodi permettono la trazione anteriore, mentre la miosina si dispone posteriormente aiutando a trascinare il grosso della cellula in avanti.
I leucociti (neutrofili, basofili, eosinofili, monociti) seguono tutti le stesse modalità di migrazione; i neutrofili, però, avendo vita più breve, vanno incontro ad apoptosi o NETosi e scompaiono in 24-48h. I monociti si trasformano in macrofagi e hanno vita più lunga. Eccezioni: infezioni da pseudomonas, infezioni virali, reazioni allergiche.
I leucociti hanno diverse funzioni:
- fagocitosi
  - riconoscimento e adesione: i microrganismi sono riconosciuti se rivestiti da fattori (opsonine) che si legano a specifici recettori leucocitari (aumenta molto l'efficienza della fagocitosi);
  - ingestione: dalla cellula si formano estensioni citoplasmatiche (pseudopodi) che avvolgono l'agente estraneo (fagosoma) e successivamente si forma il fagolisosoma
  - uccisione: 02 dipendente e 02 indipendente;
  - degradazione: dopo l'uccisione le idrolasi acide dei granuli dei leucociti degradano il batterio, il pH scende a valori di 4, ottimale per l'attivazione di questi enzimi.
- produzione di metaboliti dell'acido arachidonico;
- degranulazione e secrezione di enzimi lisosomiali;
- produzione di specie reattive dell'ossigeno (ROS);
- modulazione di molecole di adesione leucocitaria.

### Risposte di fase acuta
Se l'infiammazione è particolarmente intensa o interessa un'area molto estesa di tessuto possono instaurarsi le cosiddette risposte di fase acuta, che comprendono:
- Febbre
- Sintesi epatica delle proteine di fase acuta (es. PCR: proteina C reattiva)
- Alterazioni metaboliche (es. cachessia)

### Fenomeni produttivi e riparativi
Si tratta di processi stimolati dai mediatori infiammatori che portano alla completa restitutio ad integrum del tessuto danneggiato qualora quest'ultimo sia capace di rigenerarsi o alla deposizione di una cicatrice di fibrina e tessuto connettivo qualora il danno sia a carico di un tessuto nobile. In tutti i casi si osservano fenomeni di neoangiogenesi.

## Tipologie di infiammazione acuta
Le infiammazioni acute possono essere classificate in base all'aspetto dell'essudato:
- Infiammazione eritematosa: causata sostanzialmente da iperemia attiva, per il rilascio degli sfinteri precapillari, con iperflusso di sangue. In questo caso la migrazione e l'essudazione sono quasi assenti. Si presenta come un locale arrossamento e rappresenta il primo stadio di ogni tipo di flogosi.
- Infiammazione sierosa: liquido a scarso contenuto proteico derivate da siero e secrezioni delle cellule mesoteliali. Sono interessati i tessuti lassi e prevale la componente liquida (edema).
- Infiammazione fibrinosa: interessa il tessuto polmonare e le membrane sierose; prevale accumulo di fibrina associata ad accumulo sieroso.
- Infiammazione emorragica: colpisce prevalentemente polmoni, vasi sanguigni (vasculite), pancreas; prevale danno ai vasi con emorragia.
- Infiammazione catarrale: riguarda le mucose secernenti muco; prevale muco.
- Infiammazione gangrenosa (necrosi molto estesa): si verifica quando sul tessuto necrotico, durante un'infiammazione acuta, si impiantano batteri particolari (es. Clostridium).
- Infiammazione purulenta: caratterizzata da un'intensa infiltrazione di polimorfonucleati; il centro della lesione diventa una cavità piena di pus contenente tessuto necrotico e polimorfonucleati. Causata da batteri piogeni.

La risoluzione dell'infiammazione si ha per ritorno alla normale permeabilità del vaso, drenaggio linfatico, pinocitosi, fagocitosi ed eliminazione e rimozione di macrofagi. L'infiammazione acuta si discosta da quella cronica non per la durata del processo (quella acuta è più breve), ma per la prevalenza di fenomeni vasali ed essudativi (angioflogosi) su quelli cellulari (istoflogosi).

## Mediatori chimici dell'infiammazione acuta

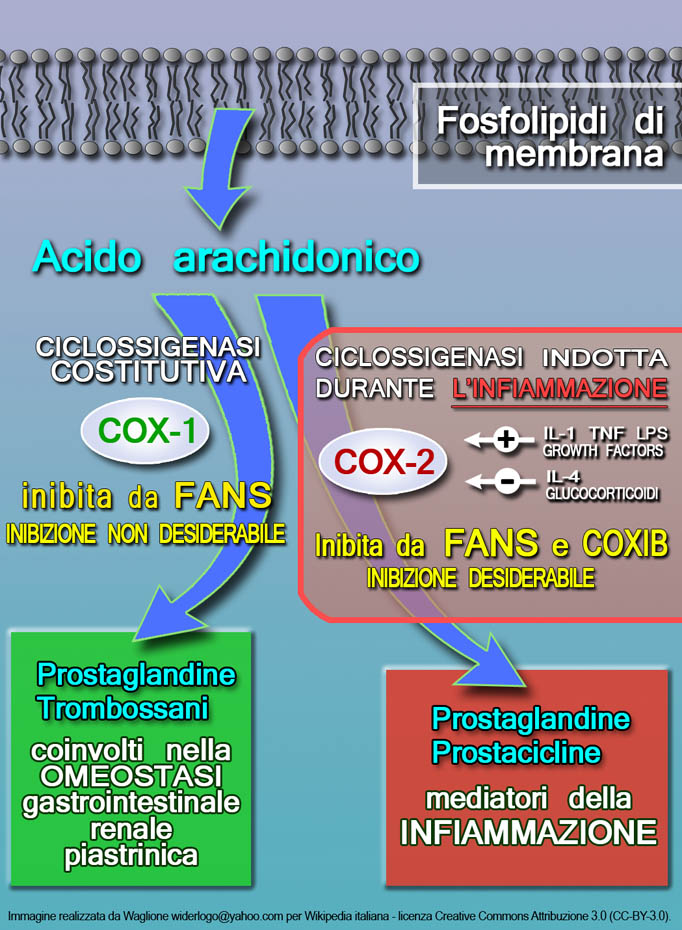

Durante il processo infiammatorio vengono prodotti importanti mediatori chimici di origine plasmatica e cellulare, questi hanno un recettore specifico e un mediatore può stimolare il rilascio di altri mediatori da parte di cellule bersaglio con effetto di amplificazione o effetto di modulazione o regolazione. I mediatori possono agire su uno o su più tipi cellulari e possono esercitare effetti diversi a seconda del tipo di tessuto o cellula; quando vengono prodotti o rilasciati hanno un'emivita breve.
- Mediatori di origine plasmatica: sono prodotti dal fegato, che li mette in circolo, sono in forma inattiva e vengono attivati quando serve, dall'attivazione del fattore XII (importante nel sistema delle chinine e in quello della coagulazione/fibrinolisi) e dall'attivazione del complemento (fattori che attivati interagiscono in successione in un sistema a cascata).
- Mediatori di origine cellulare: si suddividono in due sottogruppi:
  - Mediatori preformati, presenti in granuli di secrezione: istamina (mastociti, basofili, piastrine), serotonina (piastrine), enzimi lisosomiali (neutrofili, macrofagi). L'istamina causa nella fase immediata dilatazione delle arteriole, aumento della permeabilità delle venule.
  - Mediatori sintetizzati ex novo, al bisogno:
    - Prostaglandine (tutti i leucociti, piastrine, endotelio, derivano dal metabolismo dell'acido arachidonico, che tramite l'enzima ciclo-ossigenasi si trasforma in prostaglandina, che a sua volta, tramite PGH2 dà vita a prostaciclina (vasodilata e inibisce l'aggregazione piastrinica), trombossano (vasocostringe e promuove aggregazione piastrinica) e PGD2, PGE2, PGF2α, PGI2. Queste ultime sostanze sostengono la vasodilatazione potenziando l'edema. Inoltre PGE2 e PGF2α agiscono sulle fibre nervose polimodali di tipo C (in genere in risposta a bradichinina) abbassandone la soglia di scarica e determinando così i sintomi dolorosi associati all'infiammazione. Infine PGE2 secreta dall'endotelio dei vasi ipotalamici in risposta ad alte concentrazioni di TNF, IL-1 e IL-6 agisce sul nucleo termoregolatore ipotalamico causando la febbre. Aspirina e farmaci non steroidei inibiscono la ciclo-ossigenasi bloccando la sintesi di prostaglandine.
    - Leucotrieni (tutti i leucociti), derivano dal metabolismo dell'acido arachidonico e danno vasocostrizione, broncospasmo, aumento della permeabilità, chemiotassi.
    - Fattori attivanti le piastrine -PAF- (leucociti, endotelio): fonti: mastociti, neutrofili, endotelio, piastrine, monociti/macrofagi; azioni pro-infiammatorie: aumento della permeabilità vascolare, vasodilatazione, aggregazione leucocitaria, chemiotassi, attivazione piastrinica. È molto più potente dell'istamina.
    - Specie reattive dell'ossigeno (leucociti): i radicali liberi dell'O2 vengono rilasciati dai leucociti nell'ambiente extracellulare in seguito ad esposizione ad agenti chemiotattici, immunocomplessi o durante la fagocitosi. Il loro rilascio può causare danni all'ospite.
    - Ossido di azoto-NO- (macrofagi): gas solubile prodotto dalle cellule endoteliali, macrofagi, neuroni. Ha emivita breve e azione locale; nei vasi provoca vasodilatazione. Le specie reattive che derivano dalla NO sintetasi possiedono attività antimicrobiche.
    - Citochine (linfociti, macrofagi, endotelio): proteine prodotte da diversi tipi cellulari che modulano la funzione delle altre cellule, sono coinvolte nell'immunità e nell'infiammazione. Avremo: monochine (prodotte da fagociti mononucleati), linfochine (da linfociti attivati), interleuchine (da cellule ematopoietiche), chemochine (condividono la capacità di stimolare la motilità e il movimento orientato dei leucociti, specie nell'infiammazione).

Prodotti batterici, immunocomplessi, tossine, agenti fisici e altre citochine, attivano macrofagi e altre cellule determinando: reazioni della fase acuta (febbre, sonno, neutrofilia, aumento delle proteine, diminuzione dell'appetito..), effetti sull'endotelio, sui fibroblasti e sui leucociti.